# وزارة العدل الاتحادية (نيجيريا)
وزارة العدل الفيدرالية هي الذراع القانوني للحكومة الفيدرالية لنيجيريا، وتهتم في المقام الأول برفع القضايا أمام القضاء التي تبدأها أو تتولاها الحكومة. يقع
المقر الرئيسي للوزارة في منطقة ميتاما، أبوجا.